# Dmitrij Gusiew (funkcjonariusz)
Dmitrij Stiepanowicz Gusiew (ros. Дмитрий Степанович Гусев, ur. 1902 we wsi Żukowo w guberni pskowskiej, zm. ?) – radziecki działacz partyjny i funkcjonariusz służb specjalnych, pułkownik bezpieczeństwa państwowego.

## Życiorys
Urodził się w rodzinie chłopskiej. Po ukończeniu szkoły we wsi Michajłowskoje w 1918 pracował w gospodarstwie ojca, później był kierownikiem czytelni i pracownikiem gminnego komitetu wykonawczego oraz leśnikiem. W 1923 został członkiem Komsomołu, a w marcu 1927 WKP(b). Od lutego do listopada 1930 był przewodniczącym kołchozu w rodzinnej wsi, potem do maja 1932 przewodniczącym rejonowej rady spółdzielni spożywców w obwodzie zachodnim, następnie został etatowym funkcjonariuszem partyjnym. Od września 1937 do kwietnia 1938 był I sekretarzem Komitetu Miejskiego Komunistycznej Partii (bolszewików) Białorusi (KP(b)B) w Witebsku, od 11 marca do 31 maja 1938 II sekretarzem Biura Organizacyjnego KC KP(b)B na obwód witebski, a od 4 czerwca do grudnia 1938 II sekretarzem Komitetu Obwodowego KP(b)B w Witebsku.
Następnie w grudniu 1938 został skierowany do pracy w organach bezpieczeństwa, obejmując funkcję szefa Wydziału Politycznego Zarządu Milicji Robotniczo-Chłopskiej NKWD Białoruskiej SRR, później od stycznia 1939 do 15 marca 1941 był szefem Zarządu NKWD obwodu homelskiego, 31 marca 1939 otrzymał stopień kapitana bezpieczeństwa państwowego. Od 18 kwietnia do sierpnia 1941 był szefem Zarządu NKGB obwodu homelskiego, następnie do września 1941 p.o. szefa Wydziału do Walki z Bandytyzmem NKWD Tadżyckiej SRR, od 23 września 1941 do lutego 1942 szefem Zarządu NKWD obwodu gharmskiego, a od lutego do października 1942 zastępcą szefa Zarządu NKWD Białoruskiej SRR (Front Zachodni). Od października 1942 do maja 1943 był zastępcą szefa Grupy Operacyjno-Czekistowskiej NKWD ZSRR na Białoruską SRR, 11 lutego 1943 awansował na podpułkownika, a 17 sierpnia 1943 pułkownika bezpieczeństwa państwowego. Od 26 sierpnia 1943 do 30 kwietnia 1944 był zastępcą ludowego komisarza spraw wewnętrznych Białoruskiej SRR ds. kadr, następnie do lutego 1948 zastępcą ludowego komisarza/ministra bezpieczeństwa państwowego tej republiki. Później pracował w Ministerstwie Rezerw Robotniczych Białoruskiej SRR.

## Odznaczenia
- Order Czerwonego Sztandaru (21 kwietnia 1945)
- Order Wojny Ojczyźnianej I klasy
- Order Czerwonej Gwiazdy (20 września 1943)
- Odznaka Zasłużonego Funkcjonariusza NKWD (17 kwietnia 1946)

I 3 medale.